# Кукрецька культура
Кукрецька культура — археологічна культура, або культурно-історична спільність доби пізнього мезоліту; була поширена на території Північного Причорномор'я України та Молдови і особливо степового й передгірського Криму. Датується часом від 10 до 7,5 тис. років тому.
Назва походить від поселення Кукрек у передгірському Криму під Червоною Горою. На сьогодні відомі понад 20 пам'яток цієї культури.
Кукрецька культура є своєрідним явище середньокам'яної доби України, де простежується широке використання у виготовленні знарядь сколової заготовки (різці, скребки) й високий розвиток техніки отримання пластин (олівцеподібні нуклеуси, мікропластини). Своєрідність культури являють так звані «кукрецькі вкладиші» та різці особливих «кукрецьких» типів, виготовлені на сколах. У кукрецьких комплексах обмаль мікролітів геометричних форм й нерідко вони взагалі відсутні.

## Поширення
Стоянки кукрецької культури займають велику територію в межах Озово-Чорноморської степової області; вони виявлені у Степовому й Передгірному Криму, у Північному Надозів'ї, на Нижній та частково на Середній Наддніпрянщині та Північно-Західному Надчорномор'ї (включно з Молдовою). Вплив цієї культури простежується й на північних територіях Наддніпрянщини до Києво-Житомирського Полісся включно.

## Пам'ятки
Найбільш рання кукрецька стоянка — «Вишенне І», що датується рубежем плейстоцену — початком голоцену.
Основні пам'ятки кукрецької культури виявлено при дослідженні території комплексів: Кукрек, «Вишенне I», Іванівка, Кам'яна Могила, Абузова Балка, «Ігрень VIII», Попів Мис, «Прибір VIIa» та інші.

## Датування
До датування кукрецької культури сучасними методами деякими дослідниками (В. М. Даниленко, Ю. Г. Колосов) вона належала до новокам'яної доби. Радіокарбонний аналіз мушлі, зокрема з Ігрені-8 й Кукрек у Київській (8 проб; Е. В. Собатовіч, М. М. Ковлюк) й у Берлінській (4 проби; Г. Квітта) лабораторіях методом CI4 визначив вік культури. Здебільшого ці дати сягають VII тисячоріччя до н. е.
У Кукреці розкопками 1974—1975 років встановлено стратиграфію залягання шару власне кукрецької культури під шаром мурзак-кобинської культури, що вказує на середньокам'яний час цієї пам'ятки.

## Історія розвитку культури
Кукрецька культура сформувалася на основі епіграветських культур півдня України; на думку більшості дослідників, була новим етапом розвитку анетівської культурної спільності.
Удосконалення техніки виробництва дозволило кукрекським племенам розселитися до басейну Пруту на заході та Дніпра на сході. Цей процес археологічно фіксується на пам'ятках з виразними кукрекськими комплексам:
- Гвоздєве, Синюшин Брід, Абузова балка, Софіївка в середньому Побужжі;
- Бубинка, Бубинка І, Сагайдак в Поінгуллі;
- Мирне, Трапівка в Дунайсько-Дністровському межиріччі.

На основі кукрецької культури склалися неолітичні олексіївська культура, сурська культура та частково буго-дністровська культура.

## Варіанти
У кукрецькій культурі виділяють три варіанти:
- Кримсько-приозівський (Кукрек, Кам'яна Моrила),
- дніпровський (Іrрень-8, Кізлевий, Верхня Андрусівка),
- північно-причорноморський (Абузова балка, Кінецьпіль та інші).

Крім того, на Охтирщині віділяють дві стоянки — Охтирка й Хухра-Зайці, що умовно можуть бути віднесені до кукрецької культури.
Розрізняють їх здебільшого за відсотковим складом крем'яних знарядь, що у цілому однотипні для усієї території поширення культури.

## Знаряддя
Нечисленні мікроліти (мікроплатівки зі скошеним кінцем та притупленим краєм), півокруглі та кінцеві скребачки, багатофасеткові різці на сколах, вкладиші кукрецького зразка, кістяні наконечники з пазом. Для культури характерні високий рівень виготовлення знарядь на сколах та техніки сколювання мікролітичних пластин, зокрема характерна відтискна пластинчаста техніка розколювання кременю з одноплощинних нуклеусів для виготовлення мікропластинок-вкладишів до кістяних наконечників з пазом. З Ігренського поселення походить видатна знахідка — рогова мотика.

## Житла
Наземні та напівземлянки. Так на стоянці «Ігрень-VIII» (на сході сучасного міста Дніпро), що хронологічно належить до цієї культури, досліджені житла, що мали конічну покрівлю з жердин, нахилених до центру, переплетених лозою та покритих очеретом. Д. Я. Телегін вважає, що це конкретне свідчення продовження традицій будівництва часів пізнього палеоліту (Межиріча, Мізина, Гінців), яке має паралелі в «Сороках 2» (Молдова).

## Господарство
Було засноване на використанні степових та лісостепових ландшафтів: полювання на степових тварин, збиральництво, рибальство. Однією з особливостей кукрекської культури є й те, що в її господарстві величезну роль відігравало тваринництво, про що свідчать залишки кісток свійського бика та кози.
Для господарства кукрецького населення Криму була характерна сезонність, що передбачала використання степів рівнинної частини півострова взимку та лукових степів, яйл (гірських плато) влітку.